# Перга (пилок)

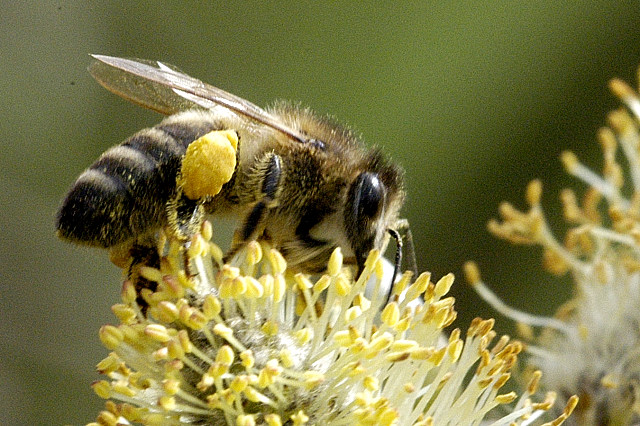
Бджола на квітці із зібраним обніжжям пилку

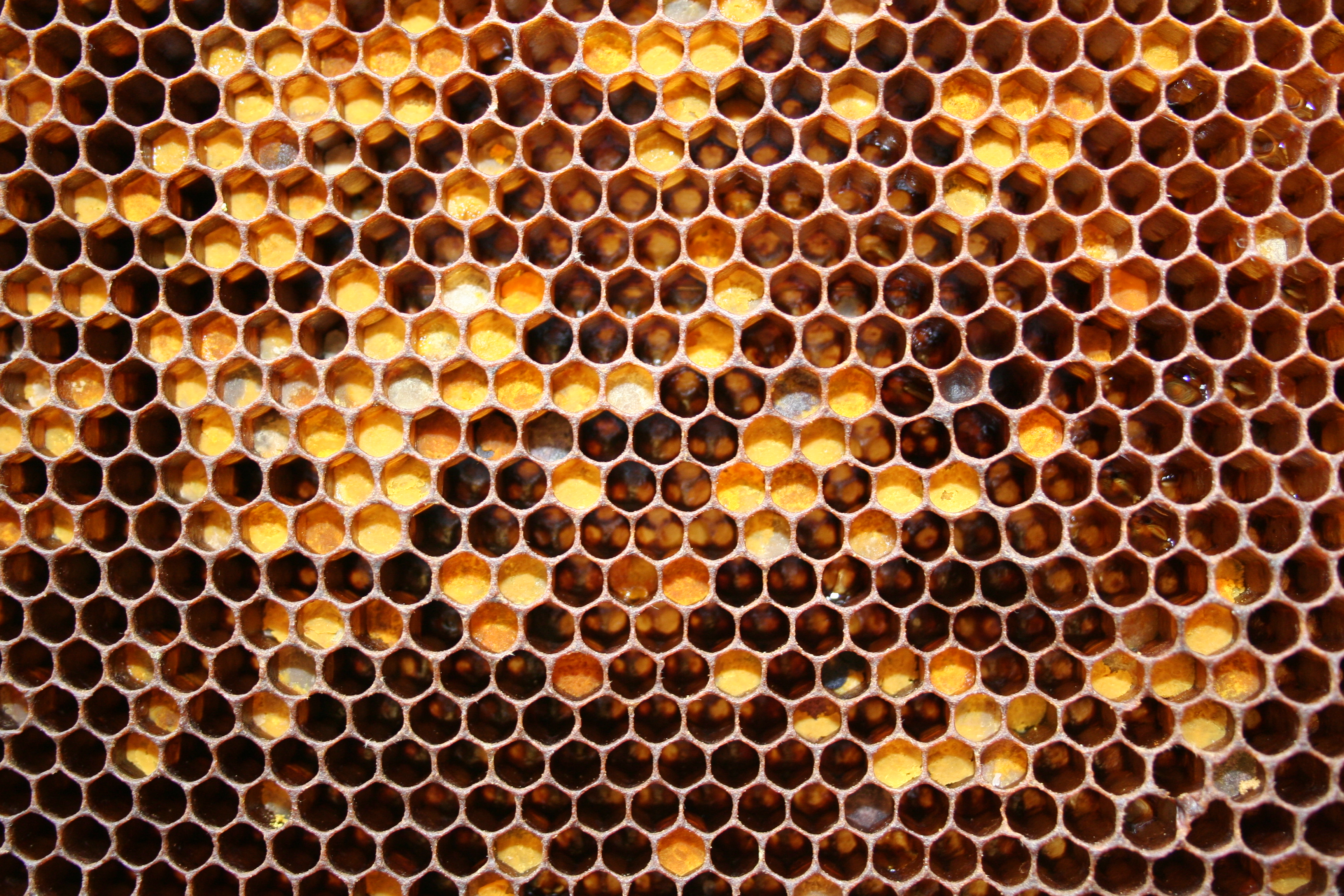
Стільники з пергою

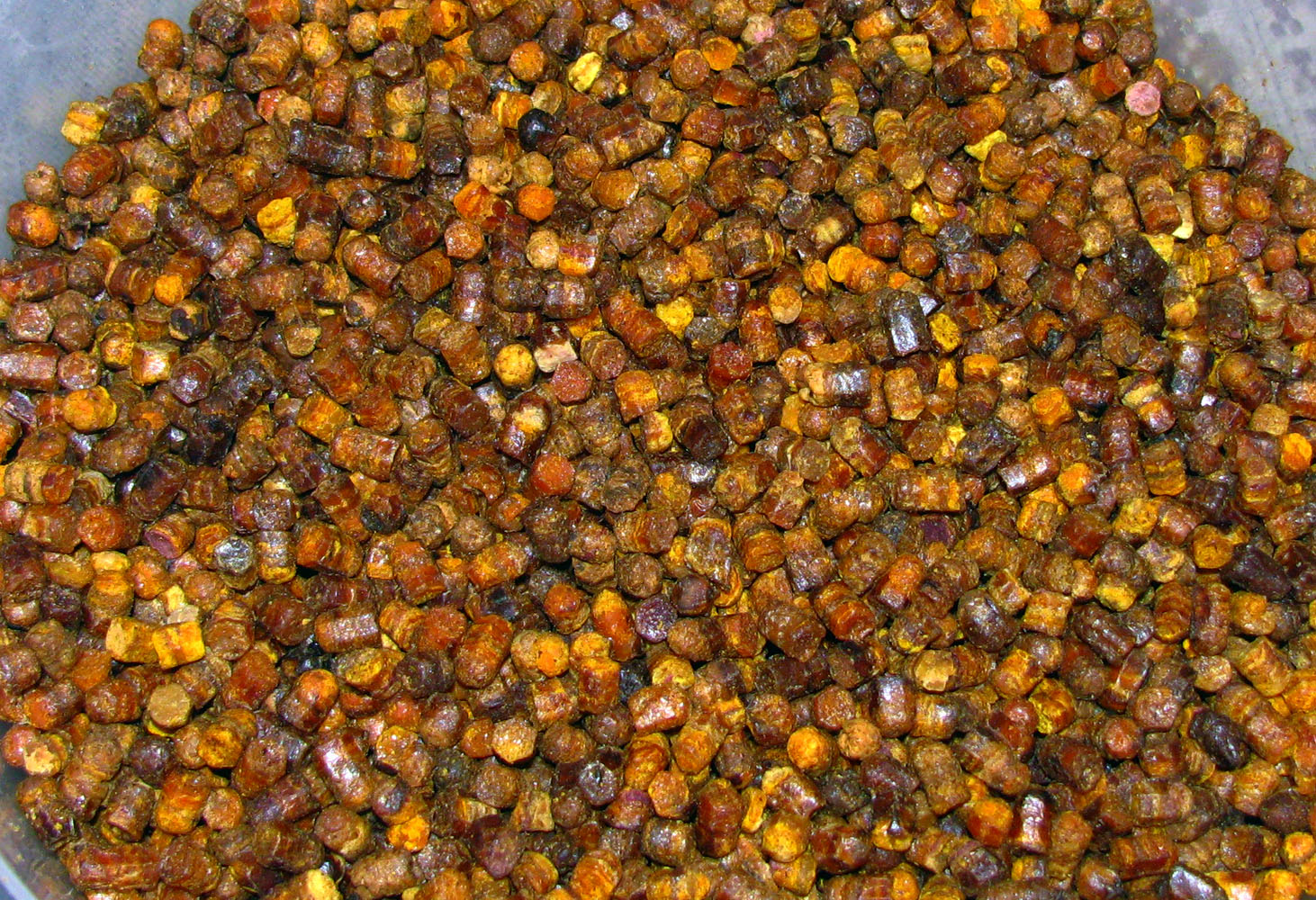
Перга бджолина очищена

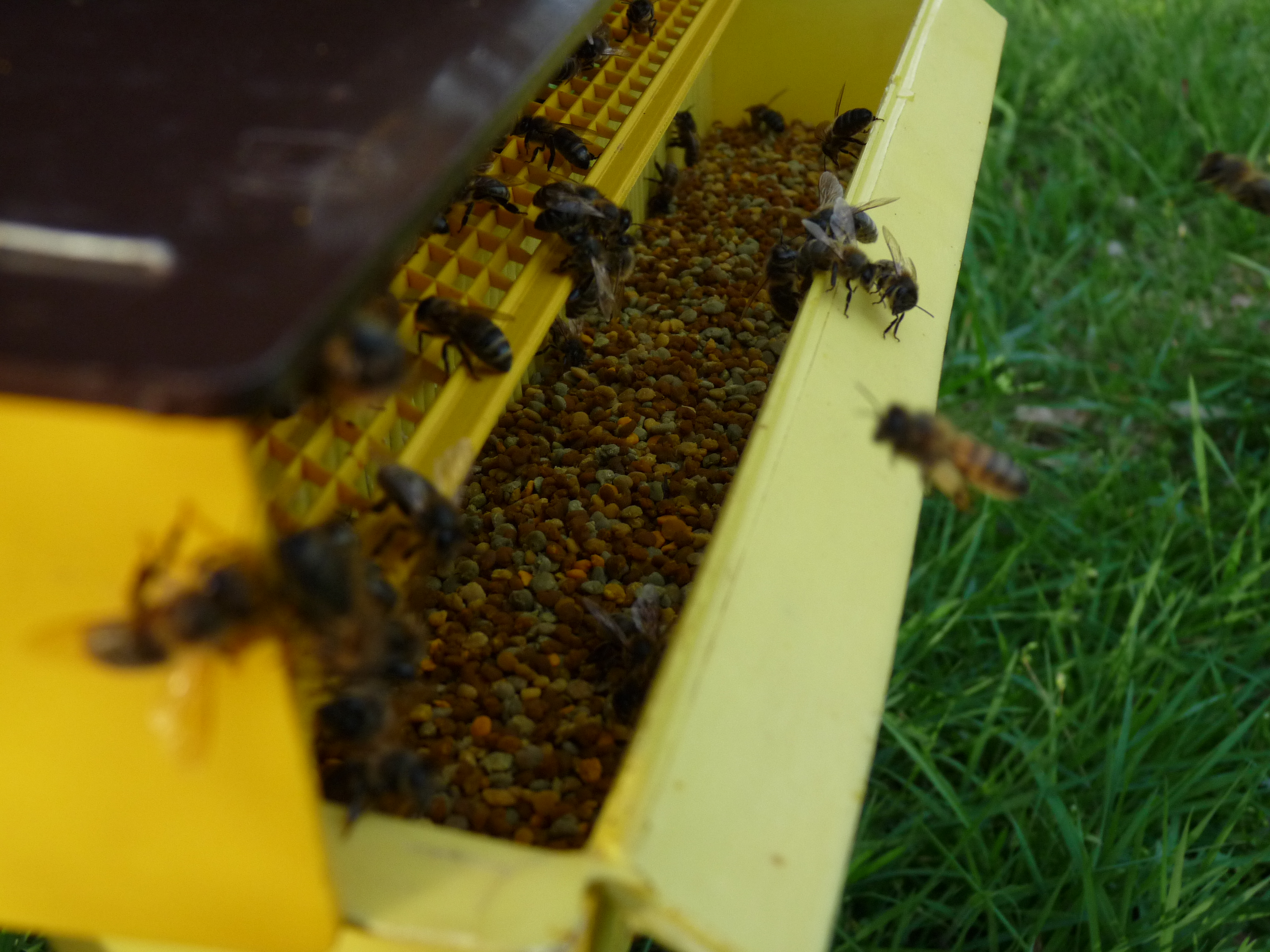
Пилковий уловлювач зі зібраним обніжжям

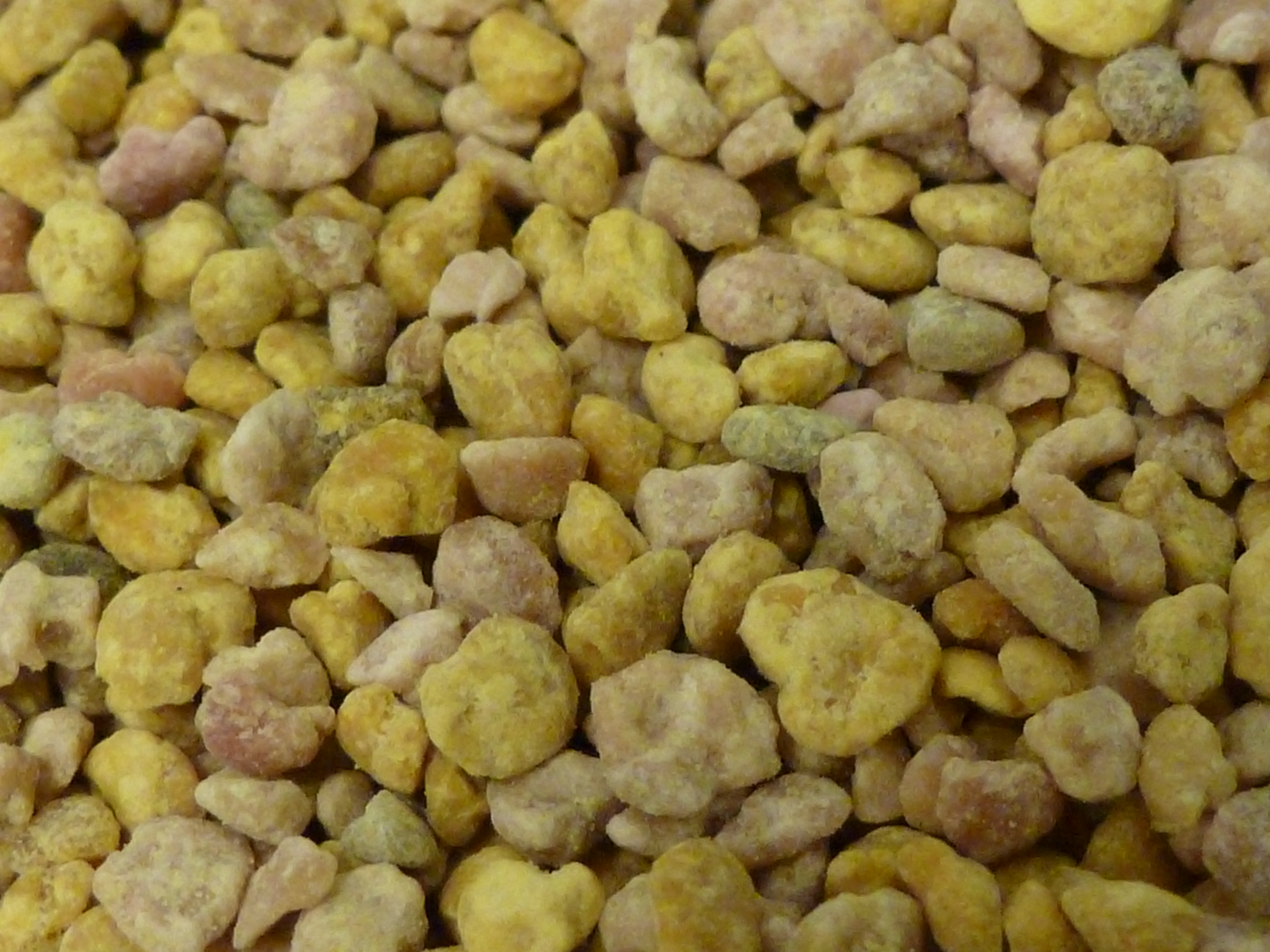
Заморожене пилкове обніжжя, збільшений вигляд

Перга́ — квітковий пилок рослин, який збирають медоносні бджоли, змочують нектаром, складають у комірки стільників, утрамбовують і заливають медом.
Перга — важливий корм для бджіл; містить білки, жири, вуглеводи, мінеральні солі, вітаміни, ферменти, гормони. Найбільша кількість запасів перги протягом активного сезону спостерігається в травні — липні, найменша — в квітні.

## Формування перги
За рахунок ферментів бджолиної слини та меду, без доступу повітря, пилок піддається бродінню і перетворюється в новий продукт — пергу. В результаті цього процесу кількість білків і ліпідів зменшується, але зростає вміст молочної кислоти та вуглеводів. Наявність в перзі великої кількості молочної кислоти заважає розвиткові бактерій і пліснявих грибів.

## Використання перги бджолами
Бджоли використовують пергу для вигодовування розплоду, переважно весною та влітку. Перга на відміну від пилку стерильна, тому вона краще засвоюється і перетравлюється личинками бджіл. Поживна цінність перги в 3 рази вище пилку і в 9 разів вище будь-якого іншого замінника пилку. Поїдаючи пергу, бджоли в триденний термін формують серцево-судинну, кровотворну, нервову системи і шлунково-кишковий тракт, при цьому їхня маса зростає в 1500 разів. Крім того, що перга є єдиним джерелом білка і мінеральних речовин для бджіл, вона має також цілу низку інших речовин, що беруть участь в обмінних процесах.

## Цінність перги
Перга є найдосконалішою біологічно активною харчовою добавкою, поступаючись лише маточному молочку, яке бджоли виробляють з перги. Перга посилює синтез протеїнів, впливає на розподіл ліпідів і фосфоліпідів. У свіжій перзі міститься більше дріжджових грибків, ніж у зрілій.
Цілющі властивості перга отримує з лікарських трав, оскільки найбільш корисні речовини найчастіше концентруються у квітах. Такої біологічної активності не має жоден натуральний продукт у світі. Перга відновлює діяльність шлунково-кишкового тракту, печінки, щитоподібної залози, поліпшує систему кровообігу, зменшує інтоксикацію, уповільнює ріст пухлин. Перга максимально засвоюється організмом, вона підсилює дію живильних речовин, за рахунок чого нормалізується функціювання органів. Це унікальний продукт, тому що перга виробляється бджолами в обмеженій кількості. Пергу неможливо штучно культивувати чи підробити.

## Відмінність дії перги від дії пилку
Перга краще засвоюється організмом людини і діє ефективніше, завдяки наявності в ній біологічно активних речовин у збалансованому вигляді. Перга також довше зберігається, не втрачаючи своїх цілющих властивостей. У перзі значно більше вітамінів, ніж в пилку, особливо А, В, Е, К. Також при перетворенні бджолами пилку в пергу руйнуються алергени.

## Шкідники перги
До шкідників бджолиних сімей та продукції бджільництві також належать і шкідники перги. До них належать: миші, воскова та одежна молі, шкіроїди, вуховертки, борошняні кліщі, а також цвілеві гриби. Шкода може завдаватися протягом цілого року, як в умовах зберігання на складах, так і всередині вуликів. Особливої шкоди завдається стільникам, які не вкриваються бджолами, тобто, в зимово-весняний період.
Різні шкідники завдають різної шкоди. Пергова міль, личинки шкіроїда та кліщі оселяються в перзі, в процесі життєдіяльності прогризають свої ходи, при цьому перга розпушується і висипається із комірок у вигляді пилкової маси. При цьому також пошкоджуються стінки комірок стільників. Миші вигризають пергу наскрізь стільників. Мишачий запах неприємний бджолам так, що вони можуть навіть ігнорувати, і не відновлювати сильно пошкоджені стільники. При ураженні стільників з пергою пліснявими грибами перицистис поверхня вкривається шаром міцелію білого кольору, якщо аспаргілами — жовтого або червоного. Заражена перга непридатна для бджіл. При очищенні стільників від зараженої перги бджоли її вигризають і видаляють із вулика, при цьому масово уражаються, хворіють та гинуть.
Щоб уникнути втрат бджіл та підтримувати бджолині сім'ї здоровими та сильними пасічникам рекомендується комплекс заходів. На період зимівлі видаляти із вулика рамки заповнені пергою більше ніж на половину, зберігати їх в сухому, холодному, добре захищеному місці. Якщо уражені стільники з пергою були виявлені вже весною при першому огляді, для полегшення роботи бджіл уражені ділянки вирізати, а у випадку сильно пошкоджених стільників їх видалити із вулика. На їх місце встановити пергові рамки із запасів, або із сімей, які добре забезпечені пергою, та мають її надлишок. При відсутності таких бджолам необхідно давати білкову підгодівлю із природним пилком, або його замінниками.